# Marrakech-Tensift-Al Haouz

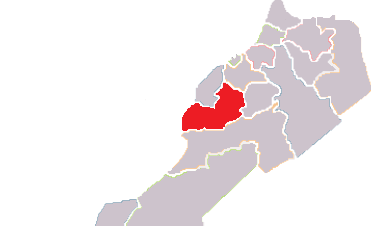
Läge i Marocko.

Marrakech-Tensift-Al Haouz var 1997–2015 en av Marockos regioner. Regionen hade 3 102 652 invånare den 2 september 2004, på en yta av 31 881 km². Regionens administrativa huvudort var Marrakech.

## Administrativ indelning
Regionen var indelad i en prefektur och fyra provinser:
- Prefektur: Marrakech
- Provinser: Al Haouz, Chichaoua, El Kelaâ des Sraghna, Essaouira

## Större städer
Invånarantal enligt folkräkning (2 september 2004)
- Marrakech (823 154)
- Essaouira (69 493)
- El Kelaâ des Sraghna (68 694)
- Ben Guerir (62 872)

Andra viktiga orter:
- Aït Ourir, Chichaoua, Tahannaout